# يوهان هينريتش باومان
يوهان هينريتش باومان (بالألمانية: Johann Heinrich Baumann)‏ هو رسام ألماني، ولد في 9 فبراير 1753 في يلغافا في لاتفيا، وتوفي في 7 يوليو 1832 في ريغا في لاتفيا.